# Дизайн рівнів
Диза́йн рі́внів (англ. level design, environment design) або ма́пінг (англ. game mapping) — дисципліна в розробці відеоігор, яка включає в себе створення рівнів — локацій, оточення, місій на них, завдань. Зазвичай це робиться за допомогою редактора рівнів — програми, спеціально призначеної для таких цілей.

## Історія

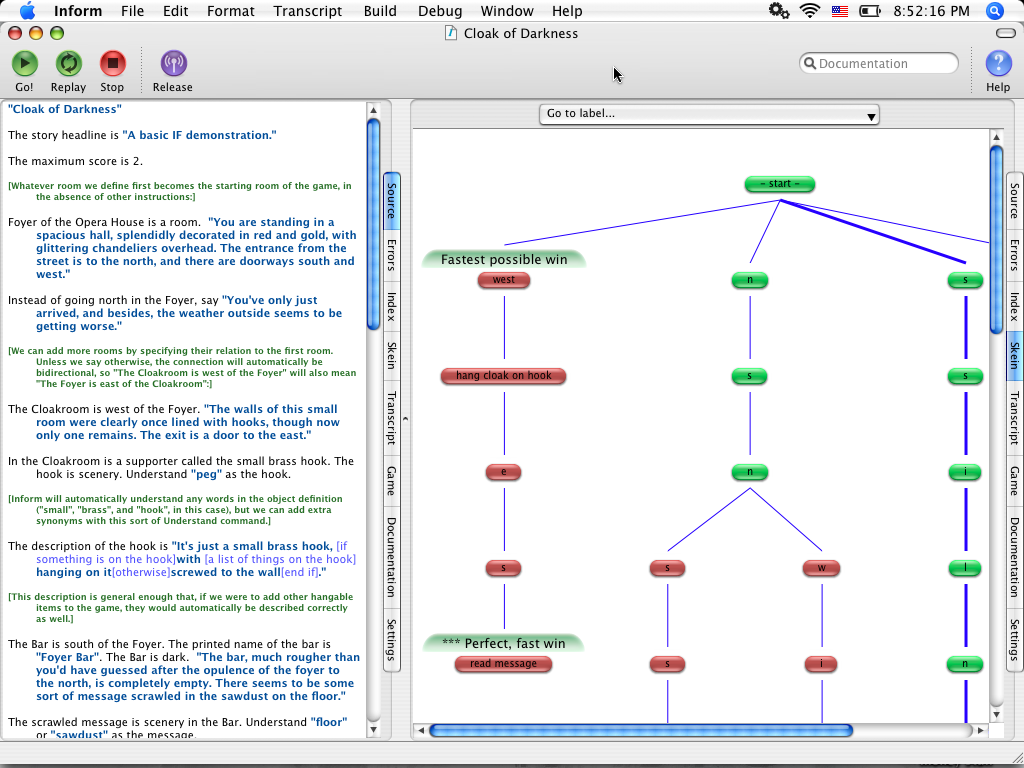
Текстовий редактор рівнів Inform.

У ранні роки розвитку відеоігор один програміст створював рівні, графіку, ігрову механіку і т. д. Тому окремої професії дизайнера рівнів не існувало.
Ранні ігри часто мали систему висхідних за складністю рівнів, на відміну від прогресування сюжетної лінії. Перший жанр ігор, в якому була потрібна довга робота зі створення рівнів, були текстові пригоди, наприклад, MUDи. Часто самі користувачі сприяли поліпшенню гри, створюючи нові завдання, спорядження, персонажів, при цьому часто використовуючи інтерфейс гри. ZZT є однією з ранніх ігор, що дозволяє гравцям створювати власні карти і навіть тригери і скрипти.
Проривом стала діяльність компанії Id Software. Після успіху її гри Wolfenstein 3D (1992), компанія стала продати іншим компаніям права на використання свого ігрового рушія та інструментів створення рівнів.
Сучасні відеоігри здебільшого передбачають поділ праці між дизайнерами рівнів. Так один відповідає за геометрію і композиція, інший — за поведінку штучного ітелекту персонажів на ньому, скрипти. Примітною особливістю дизайну рівнів взагалі є модульність — повторюваність складових рівня, як об'єкти оточення, але з різними властивостями і текстурами. Збираючи з різних модулів предмети в різних комбінаціях, досягається різноманітність ігрового світу. В сучасних іграх нерідко застосовується автоматична генерація об'єктів із попередньо заданих модулів.

## Процес мапінгу

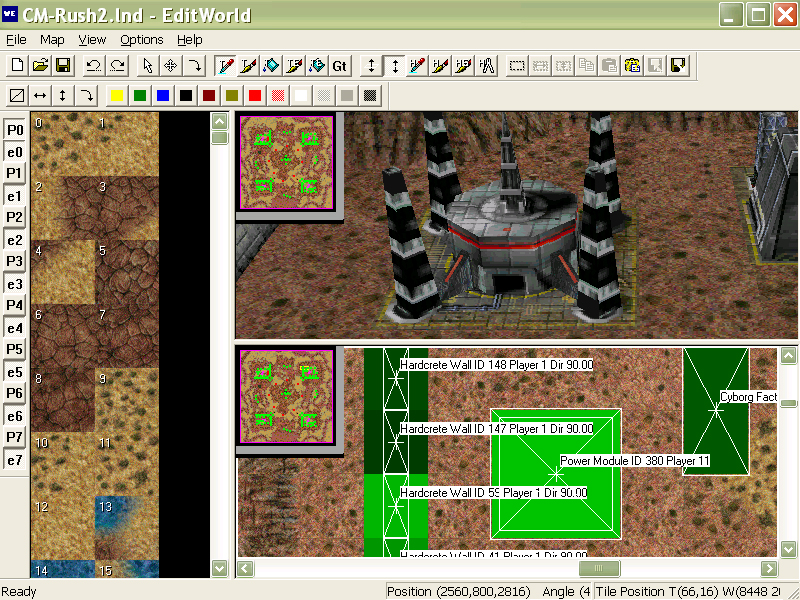
Розміщення текстур і будівель у редакторі рівнів гри Warzone 2100

Дизайн рівнів визначається загальною концепцією відеогри, доступними технологіями і візуальним стилем. Власне мапінгу передує робота художників і дизайнерів зі створення концепт-артів, малюнків або тривимірних моделей, з-поміж різних варіантів яких затверджуються ті, що найбільше відповідають задуманому рівню та грі загалом. При роботі над рівнем творці відеогри виокремлюють із загального ігрового процесу ігровий процес даного рівня. Дизайнер рівнів не може змінити основні правила гри, встановлені геймдизайнером, тому, оперуючи налаштуваннями ігрового світу, оточенням і персонажами, їх можливостями та властивостями, змінює ігровий процес за рахунок створення нових ігрових ситуацій. Він може обрати переважний тип діяльності персонажа на конкретному рівні, накласти обмеження, відповідно до специфіки жанру гри.
Дизайнер рівнів має володіти принаймні базовими поняттями образотворчого мистецтва, такими як композиція, закони освітлення, поєднань кольорів. Часто створенню рівня, як і гри загалом, передує мозковий штурм, або складання плану роботи. Використовуються концепт-арти або ж реальні предмети, фотографії, схеми, з метою скласти уявлення щодо майбутнього рівня. Дизайнери і програмісти доходять згоди в тому, які ресурси і можливості доцільно використати. Згодом створюється спеціальний документ, в якому описується що зображає цей рівень, чим особливий ігровий процес на ньому, які завдання має виконати гравець.
Коли стають відомими основні риси рівня, дизайнери беруться за створення робочого прототипу. Він складається з простих геометричних форм, наприклад, замість будинків ставляться куби без текстур. Ці форми слугують для визначення оптимального розміщення об'єктів, їх руху, розмічення простору. Поступово прототип ускладнюється, налаштовується функціонал. Після того як творці рівня впевнюються, що ігровий процес на ньому може відбуватися коректно, вони переходять до створення моделей всіх необхідних об'єктів. Примітиви замінюються відповідними об'єктами, накладаються текстури. З метою економії ресурсів частим є дублювання об'єктів, які мають бути розташовані так, щоб не викликати у гравця відчуття штучності ігрвого світу. Також на цьому етапі визначаються обмеження, наприклад, щоб персонажі при своєму русі не проходили крізь тверді предмети чи не випадали за межі рівня.
Врешті рівень доопрацьовується додаванням дрібних деталей, які урізноманітнюють ігровий світ, налаштовується освітлення, спецефекти, озвучення. Відбувається тестування рівня на коректність ігрового процесу на ньому, адекватне використання гральною платформою ресурсів. Можливе видалення певних деталей, спрощення геометрії, зменшення розмірів текстур та рівня ефектів, які надто навантажують платформу.